# 野志站
野志站（日语：／ Noshi eki */?）是位於岐阜縣惠那市明智町野志，明知鐵道的明知線車站。車站編號為2。

## 歷史
- 1994年（平成6年）12月15日 - 明知鐵道開設此站[1]。

## 車站構造
車站是一座地面車站，設有1面1線單式月台。此站是無人車站。
此站是建於斜度達到30‰的路軌上。在一般鐵路中，此站與明知鐵道飯沼站並列全國第3陡峭的車站。在站內設有「路軌斜度30」的標示。

## 使用狀況
| 年度               | 1日平均乘車人次 | 1日平均乘車人次 |
| ------------------ | --------------- | --------------- |
| 2011年（平成23年） | 5               |                 |
| 2012年（平成24年） | 5               |                 |
| 2013年（平成25年） | 9               |                 |
| 2014年（平成26年） | 4               |                 |
| 2015年（平成27年） | 4               |                 |
| 2016年（平成28年） | 7               |                 |

## 車站周邊
- 國道363號（日语：国道363号）
- 彌勒殿

## 相鄰車站
明知鐵道
明知線
山岡（3）－野志（2）－明智（1）

## 注腳
1. 1 2 3  曾根悟（監修）. 朝日新聞出版分冊百科編集部（編集） , 编. . 週刊朝日百科. 26号 長良川鉄道・明知鉄道・樽見鉄道・三岐鉄道・伊勢鉄道. 朝日新聞出版. 2011-09-18: 13、17頁 （日语）.